# Bondhí
Bondhí är en ort i Mexiko.   Den ligger i kommunen Tasquillo och delstaten Hidalgo, i den sydöstra delen av landet, 120 km norr om huvudstaden Mexico City. Bondhí ligger 1 672 meter över havet och antalet invånare är 545.
Terrängen runt Bondhí är kuperad norrut, men söderut är den platt. Bondhí ligger nere i en dal. Runt Bondhí är det ganska tätbefolkat, med 155 invånare per kvadratkilometer. Närmaste större samhälle är Ixmiquilpan, 10,1 km sydost om Bondhí. Trakten runt Bondhí består till största delen av jordbruksmark.